# Oxberg
Oxberg is een plaats in de gemeente Mora in het landschap Dalarna en de provincie Dalarnas län in Zweden. De plaats heeft 156 inwoners (2005) en een oppervlakte van 98 hectare. De langlaufwedstrijd Wasaloop loopt door Oxberg. De rivier de Österdalälven stroomt langs de plaats, ook ligt de plaats aan het meer Oxbergssjön.